# Филтър с крайна импулсна характеристика
Филтърът с крайна импулсна характеристика (на английски: Finite Impulse Response - FIR) или съкратено КИХ е вид електронен филтър, използван при цифровата обработка на сигнали. Той има линейна фазово-честотна характеристика, което е особено важно при много приложения. Неговите предавателни функции нямат полюси, поради което той е винаги устойчив. КИХ филтъра е по-малко чувствителен към закръгленията при изчисленията, дължащи се на ограничен брой битове при изчисления. КИХ филтъра е от значително по-висок ред в сравнение с БИХ филтъра, поради което КИХ изисква повече ресурси (памет и процесорно време). КИХ филтрите нямат аналогов еквивалент. Синтезът на КИХ филтрите изисква повече усилия, ако не се разполага със съответната CAD система. КИХ филтъра е много по-слабо чувствителен по отношение на точността на изчисленията в сравнение с БИХ. Това го прави подходящ при реализация на филтри с малки процесорни системи с използване на целочислена математика или математика с плаваща запетая с единична точност.